# Ластівка замбійська
Ластівка замбійська (Hirundo nigrorufa) — вид горобцеподібних птахів родини ластівкових (Hirundinidae). Поширений в Африці.

## Поширення
Вид трапляється в Анголі, Демократичній Республіці Конго та Замбії. Мешкає в лісах міомбо.